# Honest to Goodness
Honest to Goodness es el primer álbum de estudio de la banda Grinderswitch, publicado en junio de 1974 por Capricorn Records.

## Grabación y contenido
Honest to Goodness se grabó y mezcló en Capricorn Studios, en Macon, Georgia. Paul Hornsby produjo el álbum mientras que O.V. Sparks se desempeñó como ingeniero de audio. Una vez completas las sesiones de grabación, Bob Ludwig masterizó el álbum en Sterling Sound, un estudio ubicado en Nueva York. Honest to Goodness contenía 8 temas. Cuatro de las canciones fueron escritas por el vocalista principal Dru Lombar. «Can't Keep a Good Man Down» es la única canción del álbum con créditos de composición para los cuatro miembros de la banda. Los músicos de sesión incluyen a Richard Betts y Jaimoe de The Allman Brothers Band.

## Recepción de la crítica
Un escritor no especificado de Billboard comentó: “Son sureños, bailan bien, son más líquidos que metálicos, están en Capricorn (¿dónde más?), suenan como una Marshall Tucker Band menos virtuosa. El bajista líder es el ex roadie de Allman, Joe Dan Petty, y el grupo realizará una gira con Allmens este verano”. Un escritor no especificado de Cash Box describió el álbum como “una colección de melodías escandalosamente poderosas”.

## Rendimiento comercial
Billboard informó en la semana del 6 de julio de 1974 que Honest to Goodness fue el quinto álbum más reproducido por las estaciones de rock progresivo. La semana siguiente, el álbum ascendió 2 puestos hasta convertiste en el tercer álbum más reproducido.

## Lista de canciones
Todas las canciones escritas y compuestas por Dru Lombar, excepto donde esta anotado. 
| Lado uno |                              |               |          |  |
| N.º      | Título                       | Escritor(es)  | Duración |  |
| 1.       | «Kiss the Blues Goodbye»     |               | 4:55     |  |
| 2.       | «Can't Keep a Good Man Down» | Grinderswitch | 3:54     |  |
| 3.       | «How the West Was Won»       | Larry Howard  | 5:22     |  |
| 4.       | «Eighty Miles to Memphis»    | Joe Dan Petty | 3:00     |  |

| Lado dos |                         |              |          |  |
| N.º      | Título                  | Escritor(es) | Duración |  |
| 1.       | «Catch a Train»         |              | 4:44     |  |
| 2.       | «Roll On Gambler»       | Howard       | 5:15     |  |
| 3.       | «Homebound»             |              | 6:45     |  |
| 4.       | «Peach County Jamboree» |              | 3:48     |  |

- Los lados uno y dos fueron combinados como pista 1–8 en la reedición de CD.

| Bonus track (1994 One Way Records reissue) |                                 |                  |          |  |
| N.º                                        | Título                          | Escritor(es)     | Duración |  |
| 9.                                         | «You're So Fine» (live version) | Willie Schofield | 3:29     |  |

## Créditos y personal
Créditos adaptados desde las notas de álbum de Honest to Goodness.
Grinderswitch
- Dru Lombar – guitarra líder, voz principal, slide guitar
- Larry Howard – guitarra eléctrica y acústica
- Joe Dan Petty – bajo eléctrico, coros
- Rick Burnett – batería, conga, percusión

Músicos adicionales
- Paul Hornsby – piano, órgano
- Richard Betts – guitarra en «Kiss the Blues Goodbye»
- Jaimoe – conga en «Can't Keep a Good Man Down» y «How the West Was Won»

Personal técnico
- Paul Hornsby – productor
- O.V. Sparks – ingeniero de audio
- Tony Humphreys – ingeniero asistente
- Richard Schoff – asistente de cinta
- Carolyn Harriss – asistente de cinta
- Bob Ludwig – masterización
- Richard Mantel – director artístico, diseño
- Al Clayton – fotografía